# Cantón de Mont-Saint-Vincent
El cantón de Mont-Saint-Vincent era una división administrativa francesa, que estaba situada en el departamento de Saona y Loira y la región de Borgoña.

## Composición
El cantón estaba formado por diez comunas:
- Genouilly
- Gourdon
- Le Puley
- Marigny
- Mary
- Mont-Saint-Vincent
- Saint-Clément-sur-Guye
- Saint-Micaud
- Saint-Romain-sous-Gourdon
- Vaux-en-Pré

## Supresión del cantón de Mont-Saint-Vincent
En aplicación del Decreto n.º 2014-182 de 18 de febrero de 2014, el cantón de Mont-Saint-Vincent fue suprimido el 22 de marzo de 2015 y sus 10 comunas pasaron a formar parte; siete del nuevo cantón de Blanzy, dos del nuevo cantón de Cluny y una del nuevo cantón de Charolles.